# Look at Her Now
Look at Her Now (zapis stylizowany: LOOK AT HER NOW.) – drugi singel amerykańskiej piosenkarki Seleny Gomez z jej trzeciego albumu studyjnego, zatytułowanego Rare. Singel został wydany 24 października 2019. Twórcami tekstu utworu są Selena Gomez, Julia Michaels, Justin Tranter i Ian Kirkpatrick, który zajął się też jego produkcją.
„Look at Her Now” jest utrzymany w stylu muzyki dance-pop i synth pop. Utwór był notowany na 27. miejscu na liście najlepiej sprzedających się singli w Stanach Zjednoczonych.

## Występy na żywo
24 listopada 2019, piosenkarka zaprezentowała „Look at Her Now” i „Lose You to Love Me” podczas gali American Music Awards of 2019.

## Personel
Opracowano na podstawie materiału źródłowego.
- Selena Gomez – wokal, autorka tekstu
- Julia Michaels – autorka tekstu, wokal wspierający
- Justin Tranter – autor tekstu
- Ian Kirkpatrick – producent muzyczny, autor tekstu, inżynier dźwięku
- Bart Schoudel – inżynier
- Chris Gehringer – inżynier masteringu
- Manny Marroquin – miksowanie

## Notowania i certyfikaty
| Lista (2019)                        | Najwyższa pozycja |
| ----------------------------------- | ----------------- |
| Australia (Top 50 Singles)          | 29                |
| Austria (Ö3 Austria Top 40)         | 26                |
| Francja (Top 200 Singles)           | 113               |
| Hiszpania (Top 100 Singles)         | 71                |
| Holandia (Single Top 100)           | 78                |
| Irlandia (Top 100 Singles)          | 15                |
| Kanada (Billboard Canadian Hot 100) | 27                |
| Niemcy (Top 100 Singles)            | 43                |
| Norwegia (Top 40 Singles)           | 15                |
| Nowa Zelandia (Top 40 Singles)      | 23                |
| Portugalia (Top 100 Singles)        | 31                |
| Stany Zjednoczone (Hot 100)         | 27                |
| Szwajcaria (Singles Top 100)        | 20                |
| Szwecja (Top 100 Singles)           | 53                |
| Wielka Brytania (Singles Top 200)   | 26                |

| Lista (2019)                 | Pozycja |
| ---------------------------- | ------- |
| Portugalia (Top 100 Singles) | 654     |

| Państwo       | Status      |
| ------------- | ----------- |
| Polska (ZPAV) | złota płyta |

## Historia wydania
| Region | Data                 | Format                           | Wytwórnia  | Źródło       |
| ------ | -------------------- | -------------------------------- | ---------- | ------------ |
| Świat  | 24 października 2019 | digital download, streaming, 12” | Interscope | [ 2 ] [ 20 ] |